# Нагорне (Хабаровський район)
Наго́рне (рос. Нагорное) — село у складі Хабаровського району Хабаровського краю, Росія. Входить до складу Мічурінського сільського поселення.

## Населення
Населення — 257 осіб (2010; 307 у 2002).
Національний склад (станом на 2002 рік):
- росіяни — 92 %